# Кушелівка (станція)
Кушелівка — вузлова залізнична станція в Санкт-Петербурзі, розташована на сполучній лінії Жовтневої залізниці. Обслуговує приміські потяги Приозерського та Іриновського напрямків.
Станція знаходиться між Полюстровським проспектом та Політехнічною вулицею, поруч з початком вулиці Карбишева. Електрифікована в 1958 році в складі дільниці Санкт-Петербург-Фінляндський — Мірошницький Струмок.
На Кушелівці зупиняються всі приміські електропоїзди, що прямують від Санкт-Петербург-Фінляндський до вузлової станції Пискарівка, крім електропоїздів підвищеної комфортності.
Назва походить від імені історичного району міста Кушелівка.